# Fiat Regata
Fiat Regata – samochód osobowy klasy kompaktowej produkowany przez włoską markę FIAT w latach 1983–1990.

## Historia i opis modelu

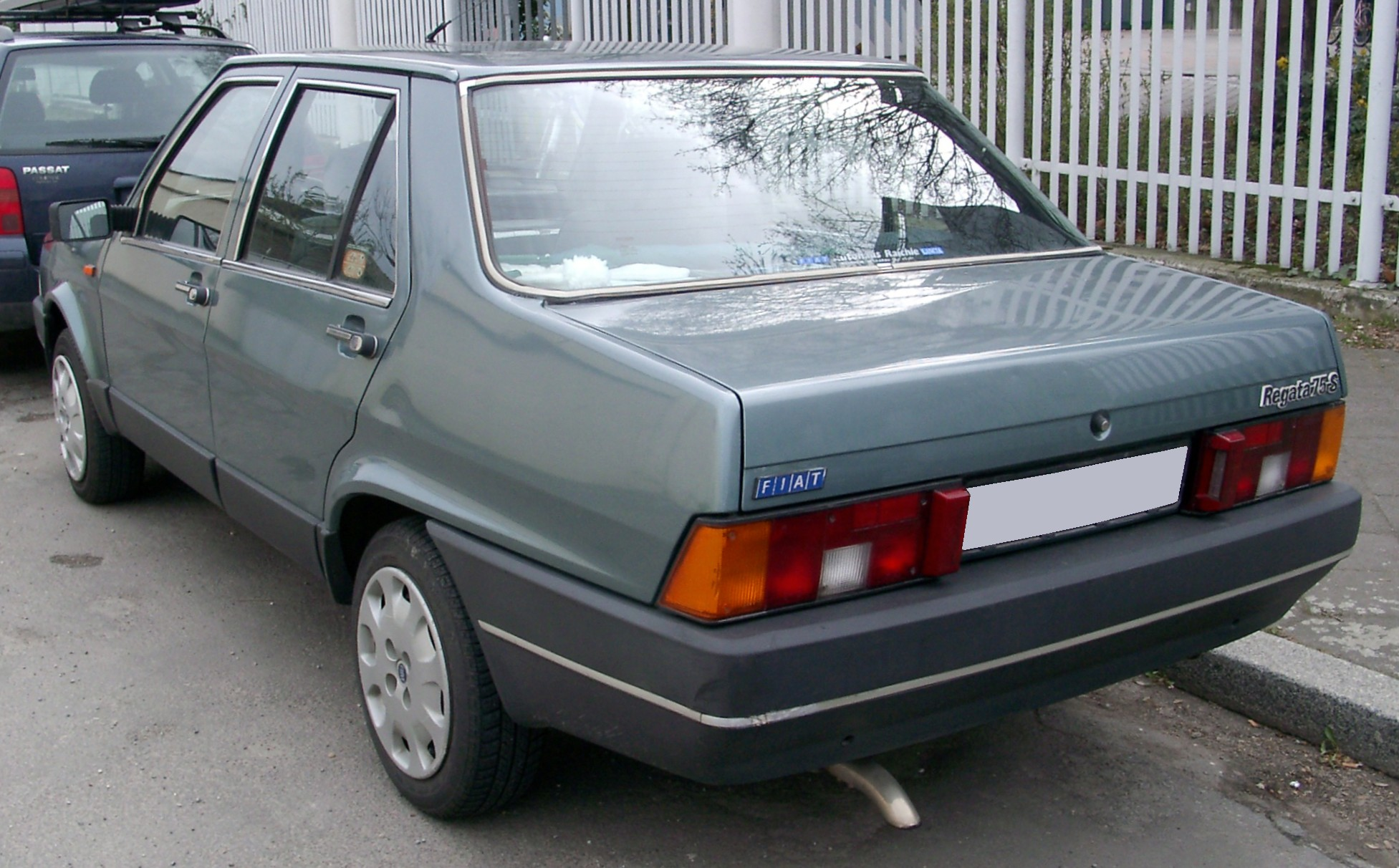
Fiat Regata – tył

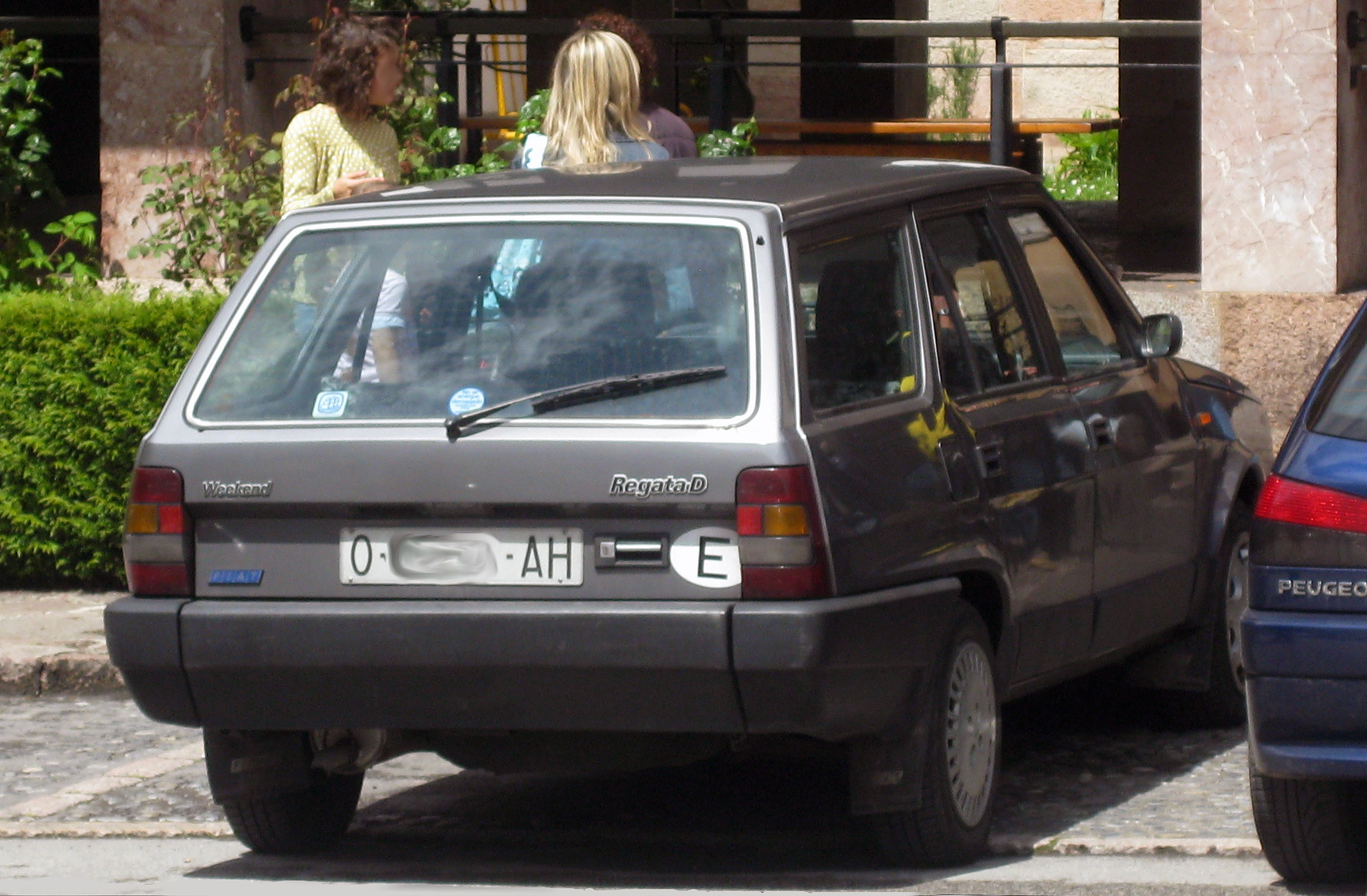
Fiat Regata Kombi

Występował on w szerokim zakresie wersji: Regata 70 z silnikiem benzynowym 1300, Regata 85 z silnikiem benzynowym 1500, Regata 100 z silnikiem benzynowym 1600 (rozróżnia się tu model 1.6 OHC – jedno wałkowy o mocy maksymalnej 90 KM, 1.6 DOHC – dwuwałkowy o mocy 97 KM i 1.6 DOHC – dwuwałkowy o mocy 105 KM) i Regata Diesel 1700. Co więcej, model 70 był dostępny z trzema zestawami wyposażenia: "Base", "Super", i "E.S.". Ostatni miał silnik o zmniejszonym zużyciu paliwa w cyklu miejskim. "Fiat Regata Akropolis" ma silnik 1,8 i 2,0 dm³ DOHC z Fiata 132. Fiat w tym aucie jako jeden z pierwszych zastosował elektronicznie sterowany nawiew i temperaturę powietrza. W swoich latach było to auto dość luksusowe, bowiem najbogatsza wersja zawierała choćby elektrycznie otwierane szyby, elektronicznie sterowany nawiew, centralny zamek, alarm, wycieraczki na reflektorach, elektryczny szyberdach, przykrywka na radio, regulacja wysokości kierownicy, wspomaganie kierownicy, pierwowzór komputera pokładowego – tzw. CheckPoint informujący o niskim stanie oleju, płynu chłodzącego, wodzie w zbiorniku paliwa (w dieslach), ładowaniu akumulatora, sprawności żarówek w lampach, niedomkniętych drzwiach i wiele, wiele innych. Całość wskaźników jest podsumowana kontrolką gotowości do jazdy. Sporym atutem tego auta jest też potężny bagażnik.
W 1986 roku model ten został przestylizowany. W latach 1985–1990 produkowano wersję dostawczą Fiata Regata Weekend pod nazwą Fiat Marengo. W latach 1990–2001 model Marengo powstawał na bazie Fiata Tempra SW.

### Silniki benzynowe
| Wersja:      | Pojemność: | Moc maksymalna:                                              | Maks. moment obrotowy      |
| ------------ | ---------- | ------------------------------------------------------------ | -------------------------- |
| 70           | 1301 cm³   | 50 kW (68 PS) przy 5700 obr./min                             | 100 N•m przy 2900 obr./min |
| 75 ie        | 1498 cm³   | 55 kW (75 PS) przy 5800 obr./min                             | 108 N•m przy 3000 obr./min |
| 85, 1.5 S/SC | 1498 cm³   | 58 kW (79 PS) przy 5500 obr./min(82 PS w Ameryce Łacińskiej) | 122 N•m przy 2900 obr./min |
| 90i          | 1585 cm³   | 66 kW (90 PS) przy 6250 obr./min                             | 122 N•m przy 4250 obr./min |
| 100 S        | 1585 cm³   | 71 kW (97 PS) przy 5900 obr./min                             | 133 N•m przy 3800 obr./min |
| 100i         | 1585 cm³   | 77 kW (105 PS) przy 6000 obr./min                            | 128 N•m przy 4000 obr./min |
| 1800         | 1756 cm³   | 79 kW (107 PS) przy 6000 obr./min                            | 141 N•m przy 4200 obr./min |
| 2000 Twincam | 1995 cm³   | 81 kW (110 PS) przy 5000 obr./min                            | 163 N•m przy 5900 obr./min |

### Silniki wysokoprężne
| Wersja:  | Pojemność: | Moc maksymalna:                   | Maks. moment obrotowy      |
| -------- | ---------- | --------------------------------- | -------------------------- |
| 1.7 D[6] | 1714 cm³   | 43 kW (58 PS) przy 4,500 obr./min | 103 N•m przy 3000 obr./min |
| 1.7 D    | 1697 cm³   | 44 kW (60 PS) przy 4,500 obr./min | 103 N•m przy 3000 obr./min |
| 1.9 D[7] | 1929 cm³   | 48 kW (65 PS) przy 4,600 obr./min | 119 N•m przy 2000 obr./min |
| 1.9 TD   | 1929 cm³   | 59 kW (80 PS) przy 4,200 obr./min | 172 N•m przy 2400 obr./min |